# Erik Mulder
Erik Mulder (1967) is een Nederlands bestuurder. 

## Biografie
Mulder studeerde fiscaal recht aan de Rijksuniversiteit Groningen. Na zijn opleiding werd hij in 1997 penningmeester van het toenmalige bestuur van FC Groningen, in 1998 trad hij in dienst als financieel manager van diezelfde club en vanaf 2003 vormde hij samen met Hans Nijland de directie. In 2012 werd bekend dat Mulder zou vertrekken bij de club om CFO te worden bij Lubbers Transport Group, hier werd hij financieel eindverantwoordelijk voor alle elf vestigingen in de zeven landen waarin het bedrijf zelf gevestigd is.
In 2017 keerde Erik Mulder terug in de voetballerij, hij werd onderdeel van de nieuwe raad van commissarissen van de KNVB, welke onder leiding stond van Jan Smit. Begin 2019 legde Mulder deze functie tijdelijk neer, omdat hij als voorzitter toetrad tot de selectiecommissie van FC Groningen en op zoek ging naar opvolgers van algemeen directeur Hans Nijland en technisch manager Ron Jans. Voor deze functies werden uiteindelijk Wouter Gudde en Mark-Jan Fledderus voorgedragen. In juni 2019 vertrok Mulder definitief uit de raad van commissarissen van de KNVB, om Arie Wink op te volgen als voorzitter van de raad van commissarissen van FC Groningen. Op 3 november 2023 vertrok hij als voorzitter van de raad van commissarissen van FC Groningen.